# Старий Хшонстув
Старий Хшонстув (пол. Stary Chrząstów) — село в Польщі, у гміні Паженчев Зґерського повіту Лодзинського воєводства.
Населення — 44 особи (2011).

## Демографія
Демографічна структура станом на 31 березня 2011 року:
|          | Загалом | Допрацездатний вік | Працездатний вік | Постпрацездатний вік |
| -------- | ------- | ------------------ | ---------------- | -------------------- |
| Чоловіки | 23      | 2                  | 16               | 5                    |
| Жінки    | 21      | 2                  | 12               | 7                    |
| Разом    | 44      | 4                  | 28               | 12                   |